# Осуми (проток)
Вижте пояснителната страница за други значения на Осуми.
Осуми (на японски: 大隅海峡, Ōsumi-suidō) е проток между японските острови Кюшу (полуостров Осуми) на север и Танегасима (най-северния от островите Рюкю) на юг, съединяващ Източнокитайско море на запад с Тихия океан на изток. Дължината му е 55 km, минималната ширина – 28,2 km, а дълбочината – до 117 m. В южната му част са разположени част от островите Осуми. Има постоянно повърхностно течение от запад на изток със скорост от 7,5 до 9 km/h.